# Кабанов, Павел Иванович
Па́вел Ива́нович Каба́нов — советский хозяйственный, государственный и политический деятель.

## Биография
Родился в 1920 году в Грозном. Член КПСС с 1942 года.
Участник Великой Отечественной войны. С 1946 года — на хозяйственной, общественной и политической работе. В 1946—1983 гг. — секретарь Минского обкома ЛКСМ Белоруссии, первый секретарь Минского горкома комсомола, помощник секретаря Минского обкома КП(б)Б, заместитель заведующего, заведующий отделом пропаганды и агитации обкома партии, заведующий кафедрами основ марксизма-ленинизма и истории КПСС, ректор, профессор кафедры политической истории Курского государственного педагогического университета.
Делегат XXIV съезда КПСС.
Умер в Курске в 1991 году.

## Научный вклад и сочинения
Доктор исторических наук, профессор. Более 35 лет сферой научных интересов Кабанова была проблема культурного строительства в СССР. Является автором свыше 100 научных трудов. Под его руководством подготовлено 10 кандидатов исторических наук. Возглавлял Курскую организацию Всесоюзного общества «Знание».
- Кабанов П. И. Общественно-политические и исторические взгляды А. П. Щапова. — М., Госполитиздат, 1954.
- Кабанов, Павел Иванович. Очерки культурно-просветительной работы в СССР в послевоенные годы — М., Госполитиздат, 1955.
- Кабанов, Павел Иванович. Культурные преобразования в Курской области, 1917—1967 гг. — Курск, 1968.
- Кабанов, Павел Иванович. История культурной революции в СССР: (краткий очерк) — Курск, 1971.